# Pronoctua proragrotis
Pronoctua proragrotis là một loài bướm đêm trong họ Noctuidae.